# Paederus
Genre
Paederus est un genre d'insectes coléoptères de la famille des staphylinidés qui compte plus de 600 espèces décrites présentes sur tous les continents tempérés et tropicaux.

## Description
Petits insectes (5 à 15 mm) avec des élytres courtes, voire, pour certaines espèces, aptères. Souvent vivement colorés de bleu métallisé et d'orange ou de rouge. Cette livrée aposématique indique sa toxicité. La tête est suborbiculaire à cou plus étroit, le pronotum plus ou moins globuleux ou trapézoïdal, élytres de longueur variable. 

## Écologie
Ils vivent en particulier dans les zones humides. Dans les zones tempérées, ils ont un cycle de reproduction annuel, alors que dans les zones tropicales, il peut y en avoir plusieurs en lien avec la saisonnalité des pluies. Les œufs sont pondus dans des endroits humides et sont sensibles à la dessiccation. Les larves comptent deux stades et restent cachées dans des endroits humides. La nymphose a lieu dans la terre.  
Alors que la plupart des Staphylinidae fuient la lumière, les Paederus sont actifs de jour et sont attirés par la lumière, ce qui peut les amener à gagner des habitats humains la nuit. 
Les Paederus sont prédateurs d'insectes, tant au stade larvaire qu'au stade adulte, et jouent ainsi un rôle de protection naturelle pour l'agriculture, bien qu'ils soient très sensibles aux insecticides.
Certaines espèces de Paederus synthétisent une substance toxique, la pédérine, contenue dans leur hémolymphe. Elle est produite par les femelles adultes, et les autres individus ne contiennent que celle qui leur a été transmise dans les œufs. Cette substance n'est pas utilisée par les insectes comme moyen de défense actif. Il s'agit d'une substance très complexe, qui agit comme inhibiteur de l'ADN et bloque la mitose au niveau des cellules. Chez certains animaux, elle a permis la résorption de tumeurs et la régénération de tissus.

## LesPaederuset l'homme
L'hémolymphes des Paederus contient une  substance toxique. Mise en contact avec la peau ou les yeux lorsque l'animal est écrasé accidentellement, elle cause des dermatites appelées dermatites à Paederus, ou des conjonctivites, qui peuvent être douloureuses et la rougeur peut durer plusieurs semaines,. On les appelle parfois dermatites linéaires à cause de leur forme allongée, qui provient du geste d'élimination de l'insecte une fois découvert. C'est également la raison de son appellation, en espagnol de "coup de fouet", latigazo. 
Une vingtaine d'espèces de Paederus peuvent occasionner ces troubles, ainsi que quelques espèces de genres proches. Les populations les plus touchées sont les populations rurales des régions tropicales, surtout à la saison des moissons et des pluies. Cette dermatite est encore souvent mal diagnostiquée et la prévention pourrait être améliorée. La médecine chinoise connaît cette affection depuis plus de 1 200 ans. Des dermatites à Paederus ont également été signalées dans des camps militaires, notamment lors d'exercices ou de tours de garde de nuit près de projecteurs, et ont parfois pu être prises pour des effets d'armes chimiques. 
Selon une étude publiée dans la revue Lancet, les pullulations occasionnelles de Paederus pourraient être une explication de la sixième des Dix plaies d'Égypte racontées dans la Bible: la pullulation de Paederus, probablement P. alfieri, présent dans le delta du Nil, aurait donné lieu aux troisième ou quatrième plaies, causées par les conditions des deux premières plaies, et auraient occasionné les furoncles et pustules de la sixième plaie. Cette hypothèse permettrait d'expliquer que la maison de Pharaon aurait été touchée, car les pullulations peuvent être localisées.

## Liste des espèces rencontrées en Europe
Seize espèces sont présentes en Europe, selon Fauna Europea: 
- Paederus (Eopaederus) caligatus Erichson 1840
- Paederus (Eopaederus) limnophilus Erichson 1840
- Paederus (Harpopaederus) baudii Fairmaire 1859
- Paederus (Harpopaederus) brevipennis Lacordaire 1835
- Paederus (Harpopaederus) schoenherri Czwalina 1889
  - Paederus (Harpopaederus) schoenherri schoenherri Czwalina 1889, d'Europe Centrale et de l'Est
  - Paederus (Harpopaederus) schoenherri schulzei Korge 1969
- Paederus (Heteropaederus) fuscipes Curtis 1826
- Paederus (Paederus) balcanicus Koch 1938
- Paederus (Paederus) melanurus Aragona 1830
- Paederus (Paederus) riparius (Linnaeus 1758)
- Paederus (Poederomorphus) littoralis Gravenhorst 1802
  - Paederus (Poederomorphus) littoralis ilsae Bernhauer 1932
  - Paederus (Poederomorphus) littoralis littoralis Gravenhorst 1802
- Paederus (Poederomorphus) pelikani Reitter 1884
- Paederus austriacus Schrank 1781, endémique d'Autriche
- Paederus clavicornis Lentz 1856
- Paederus haematoderus Gemminger & Harold 1868
- Paederus ragusai Adorno & Zanetti 1999, endémique de Sicile
- Paederus verbasci Schrank 1798, endémique de France